# L'enyor
L'enyor és una cançó tradicional catalana extreta del Llibre de cançons-crestomatia de cançons tradicionals catalanes de Joaquim Maideu i Puig, classificada com a cançó baladística o líriconarrativa. Tant la lletra com la música tenen un origen popular o tradicional i la seva antiguitat es fa palesa en l'ús del català antic.
L'única estrofa coneguda de L'enyor és:
Una certa enyor s'ha emparat de mi

Una certa enyor s'ha emparat de mi

Benhaja l'amor que així em fa sofrir

Benhaja l'amor que endolç el patir

## Arxiu de so
Arxius de so:
- L'enyor (?·pàg.)
- L'enyor (?·pàg.)